# George Baxter
George Baxter (Lewes, 1804 – Londra, 1867) è stato un incisore britannico.
Nel 1835 brevettò un metodo di stampa a colori che metteva insieme acquatinta e colori ad olio.